# Genizá do Cairo

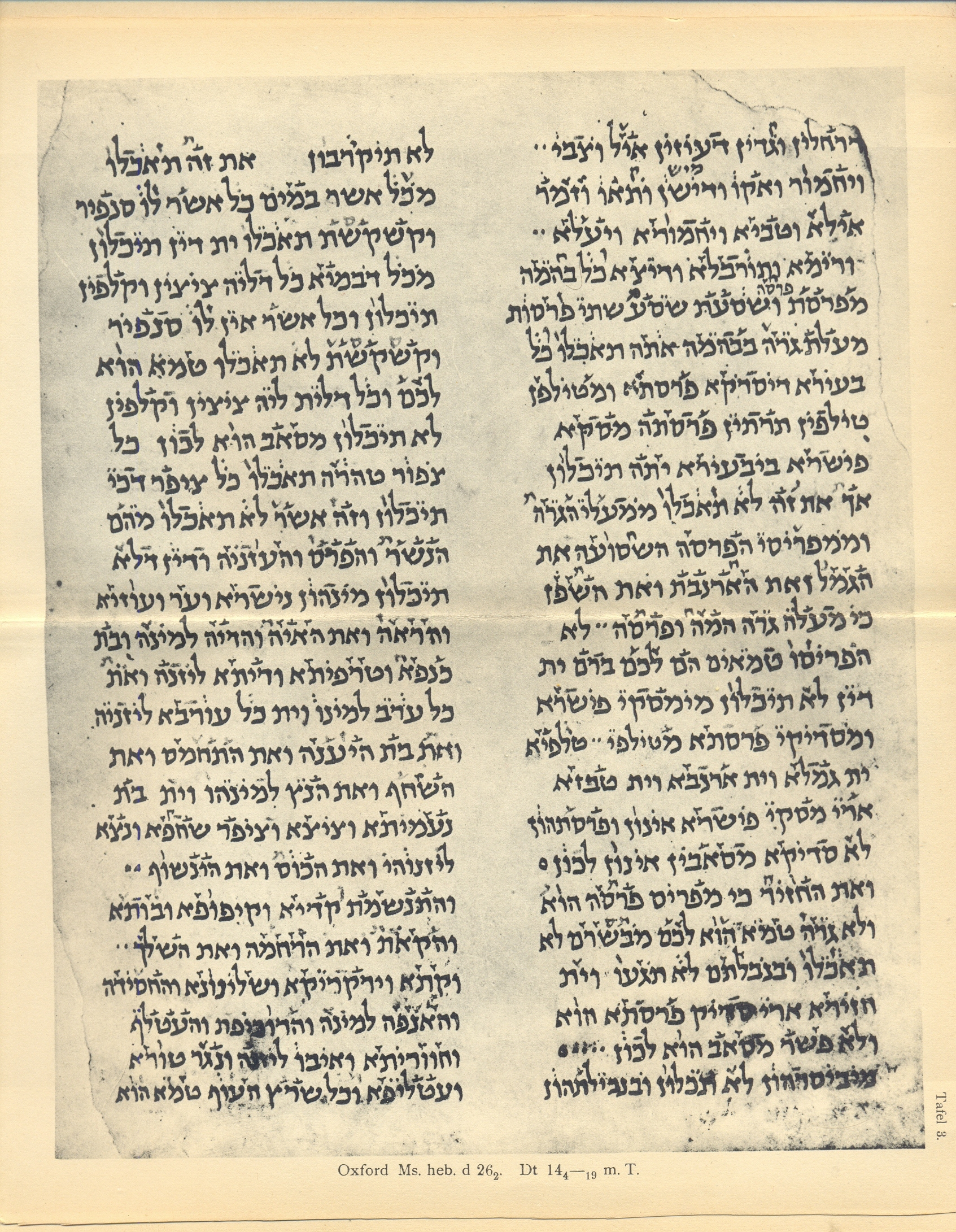
Um documento com vocalização babilônica

A genizá do Cairo, também grafada como genizah, é uma coleção de cerca de 400 mil fragmentos de manuscritos judaicos e documentos administrativos fatímidas que foram mantidos na genizá ou depósito da Sinagoga Ben Ezra em Fostate (Cairo Antigo), Egito. Esses manuscritos abrangem todo o período da história judaica do Oriente Médio, Norte da África e Alandalus entre os séculos VI e XIX EC, e compreendem a maior e mais diversificada coleção de manuscritos medievais do mundo.
Os textos da geniza são escritos em vários idiomas, especialmente hebraico, árabe e aramaico, principalmente em pergaminho e papel, mas também em papiro e tecido. Além de conter textos religiosos judaicos, como obras bíblicas, talmúdicas e rabínicas posteriores (algumas nas mãos originais dos autores), a geniza oferece uma imagem detalhada da vida econômica e cultural da região do Mediterrâneo, especialmente durante os séculos X a XIII.
Manuscritos da genizá do Cairo estão agora dispersos por várias bibliotecas, incluindo a Biblioteca da Universidade de Cambridge, o Seminário Teológico Judaico da América, a Biblioteca John Rylands, a Biblioteca Bodleiana, o Centro Katz para Estudos Judaicos Avançados da Universidade da Pensilvânia, a Biblioteca Britânica, a Academia de Ciências da Hungria, a Biblioteca Nacional da Rússia, a Alliance Israélite Universelle, a Biblioteca Younes e Soraya Nazarian na Universidade de Haifa e várias coleções privadas ao redor do mundo. A maioria dos fragmentos vem da câmara geniza da Sinagoga Ben Ezra, mas fragmentos adicionais foram encontrados em sítios de escavação próximos à sinagoga e no cemitério Basatin a leste do Cairo Antigo. As coleções modernas de manuscritos da genizá do Cairo incluem alguns documentos antigos que colecionadores compraram no Egito na segunda metade do século XIX.

## Descoberta e locais atuais

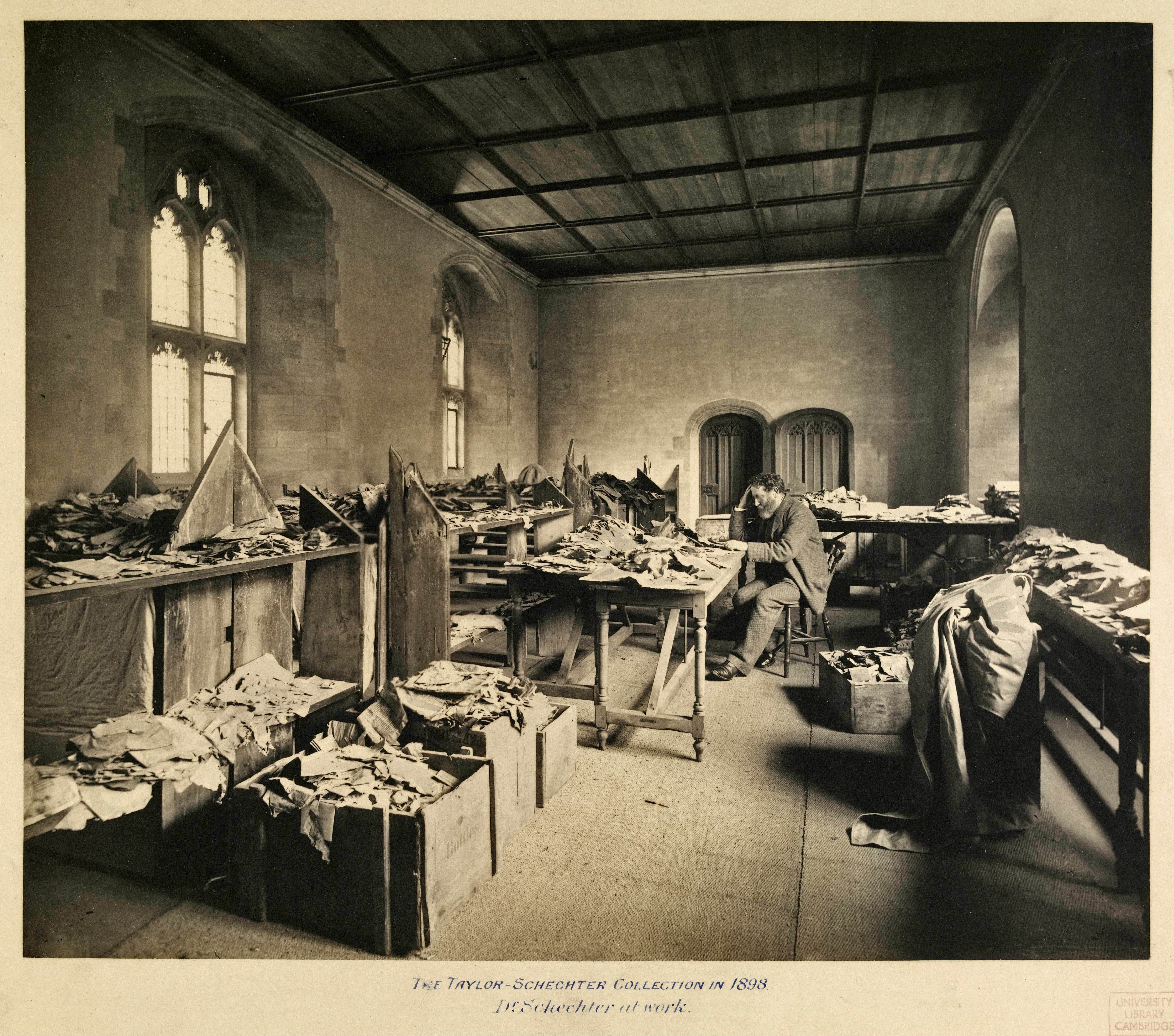
Solomon Schechter trabalhando na Biblioteca da Universidade de Cambridge, estudando os fragmentos do da genizá do Cairo, c. 1898

O primeiro europeu a notar a coleção foi aparentemente Simon van Gelderen (um tio-avô de Heinrich Heine), que visitou a sinagoga Ben Ezra e relatou sobre a genizá do Cairo em 1752 ou 1753. Em 1864, o viajante e estudioso Jacob Saphir visitou a sinagoga e explorou a geniza por dois dias; embora ele não tenha identificado nenhum item específico de significância, sugeriu que itens possivelmente valiosos poderiam estar armazenados. Em 1896, as estudiosas escocesas e irmãs gêmeas Agnes S. Lewis e Margaret D. Gibson retornaram do Egito com fragmentos da geniza que consideraram interessantes e os mostraram a Solomon Schechter, “seu amigo rabínico irreprimivelmente curioso”, em Cambridge. Schechter, já ciente da geniza, mas não de sua importância, reconheceu imediatamente a importância do material. Com a assistência financeira de seu colega e amigo de Cambridge, Charles Taylor, Schechter fez uma expedição ao Egito, onde, com a ajuda do Rabino-Chefe, ele classificou e removeu a maior parte do conteúdo da câmara da geniza. Agnes e Margaret juntaram-se a ele lá a caminho do Sinai (sua quarta visita em cinco anos) e ele lhes mostrou a câmara que Agnes relatou ser “simplesmente indescritível”.
Os fragmentos da geniza agora estão arquivados em várias bibliotecas ao redor do mundo. A coleção Taylor-Schechter em Cambridge é a maior, de longe, coleção única, com quase 193 mil fragmentos (137 mil marcas de prateleira). Há ainda mais 43 mil fragmentos na Biblioteca do Seminário Teológico Judaico. A Biblioteca da Universidade John Rylands em Manchester possui uma coleção de mais de 11 mil fragmentos, que atualmente estão sendo digitalizados e carregados para um arquivo online. A Biblioteca Bodleiana da Universidade de Oxford tem uma coleção de 25 mil folhas da genizá.
O Westminster College em Cambridge possuía 1 700 fragmentos, que foram depositados por Lewis e Gibson em 1896. Em 2013, as duas bibliotecas de Oxbridge, a Biblioteca Bodleiana em Oxford e a Biblioteca da Universidade de Cambridge, uniram-se para arrecadar fundos para comprar a coleção Westminster (agora renomeada para coleção Lewis-Gibson) depois que ela foi colocada à venda por £1,2 milhões. Esta é a primeira vez que as duas bibliotecas colaboraram em um esforço de arrecadação de fundos dessa natureza.

## Conteúdo e significado

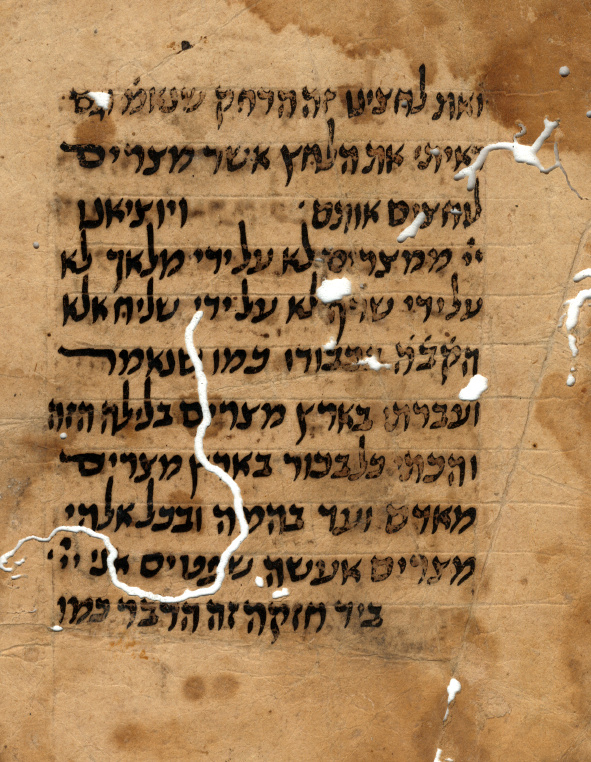
Fragmento de uma hagadá da genizá do Cairo

Muitos dos fragmentos encontrados na genizá do Cairo podem ser datados dos primeiros séculos do segundo milênio EC, e há um bom número de itens anteriores, bem como uma série de peças do século XIX. Os manuscritos na geniza incluem materiais sagrados e religiosos, bem como uma grande quantidade de escritos seculares. Os materiais da geniza abrangem uma ampla gama de conteúdos. Entre os fragmentos literários, as categorias mais populares são textos litúrgicos, textos bíblicos e relacionados, e literatura rabínica. Há também materiais com escritos filosóficos, científicos, místicos e linguísticos. Entre os itens não literários, há documentos legais e cartas privadas. Também foram encontrados exercícios escolares e livros de contabilidade de comerciantes, bem como registros comunitários de vários tipos.
A prática normal para genizot (plural de genizah) era remover periodicamente o conteúdo e enterrá-lo em um cemitério. Muitos desses documentos foram escritos em aramaico, utilizando o alfabeto hebraico. Como os judeus consideravam o hebraico como a língua de Deus e a escrita hebraica como a escrita literal de Deus, os textos não podiam ser destruídos mesmo muito tempo depois de terem cumprido seu propósito. Os judeus que escreveram os materiais na geniza estavam familiarizados com a cultura e a língua de sua sociedade contemporânea. Os documentos são inestimáveis como evidência de como o árabe coloquial deste período era falado e compreendido. Eles também demonstram que os criadores judeus dos documentos faziam parte de sua sociedade contemporânea: praticavam os mesmos ofícios que seus vizinhos muçulmanos e cristãos, incluindo a agricultura; compravam, vendiam e alugavam propriedades.

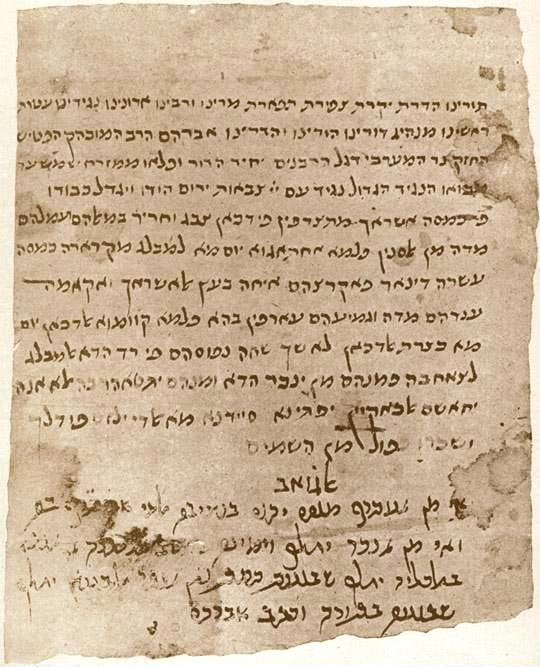
Uma carta assinada por Abraão, filho de Maimônides

A importância desses materiais para a reconstrução da história social e econômica do período entre 950 e 1250 não pode ser superestimada. O estudioso judaico Shelomo Dov Goitein criou um índice para esse período de tempo que abrange cerca de 35 mil indivíduos. Isso incluiu cerca de 350 “pessoas proeminentes”, entre elas Maimônides e seu filho Abraão, 200 “famílias mais conhecidas”, e menções de 450 profissões e 450 bens. Ele identificou material do Egito, Israel, Líbano, Síria (mas não Damasco ou Alepo), Tunísia, Sicília e até mesmo cobrindo o comércio com a Índia. As cidades mencionadas variam de Samarcanda na Ásia Central a Sevilha e Sijilmassa, Marrocos a oeste; de Adem ao norte até Constantinopla; a Europa não só é representada pelas cidades portuárias do Mediterrâneo de Narbona, Marselha, Génova e Veneza, mas até Quieve e Ruão são ocasionalmente mencionadas.
Em particular, os vários registros de pagamentos a trabalhadores por manutenção de edifícios e similares formam, de longe, a maior coleção de registros de salários diários no mundo islâmico para o período medieval inicial, apesar das dificuldades em interpretar as unidades monetárias citadas e outros aspectos dos dados. Eles têm sido invariavelmente citados em discussões sobre a economia islâmica medieval desde a década de 1930, quando este aspecto da coleção foi pesquisado, principalmente por estudiosos franceses.
Muitos dos itens na genizá do Cairo não são um manuscrito completo, mas sim um fragmento de uma ou duas folhas, muitos dos quais estão danificados. Da mesma forma, as páginas de um único manuscrito frequentemente se separavam. Não é incomum encontrar as páginas de um manuscrito alojadas em três ou quatro bibliotecas modernas diferentes. Por outro lado, escritos não literários frequentemente perdiam seu valor com o passar do tempo e eram deixados na geniza enquanto ainda estavam mais ou menos intactos.

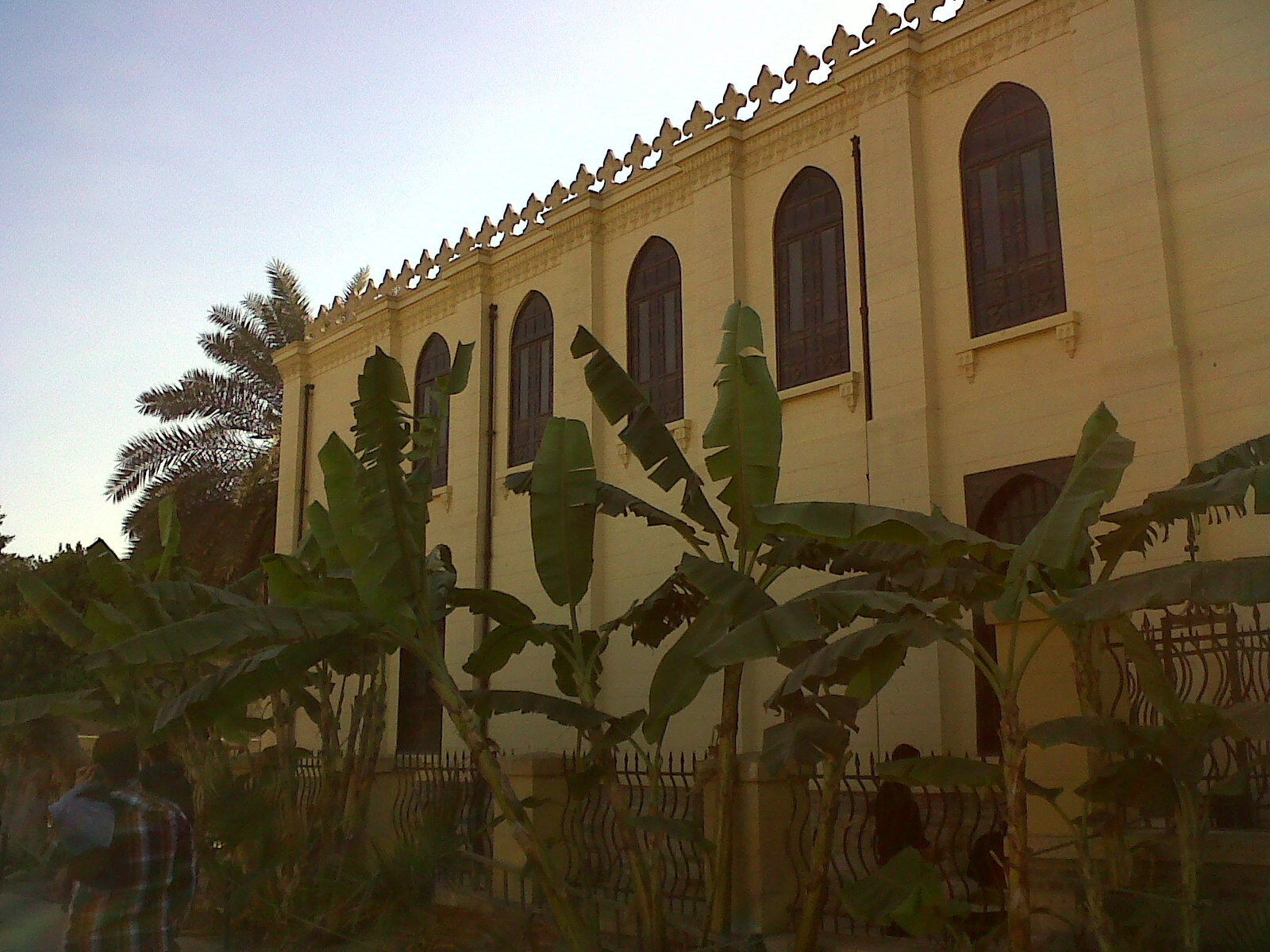
A Sinagoga Ben Ezra

Os materiais compreendem um vasto número de textos, incluindo muitas partes de escritos religiosos judaicos e até fragmentos do Alcorão. De particular interesse para estudiosos bíblicos são vários manuscritos incompletos da versão hebraica original de Eclesiástico. Solomon Schechter também encontrou dois fragmentos do Documento de Damasco, outros fragmentos dos quais foram posteriormente encontrados entre os Manuscritos do Mar Morto em Qumran.
Os materiais não literários, que incluem documentos judiciais, escritos legais e a correspondência da comunidade judaica local (como a Carta dos anciãos caraitas de Ascalon), são um pouco menores, mas ainda assim impressionantes: Goitein estimou seu tamanho em “cerca de 10 mil itens de algum comprimento, dos quais sete mil são unidades autônomas grandes o suficiente para serem consideradas documentos de valor histórico. Apenas metade desses está preservada mais ou menos completamente.”
O número de documentos adicionados à geniza mudou ao longo dos anos. Por exemplo, o número de documentos adicionados foi menor entre 1266 e cerca de 1500, quando a maior parte da comunidade judaica havia se mudado para o norte, para a cidade propriamente dita do Cairo, e viu um aumento por volta de 1500, quando a comunidade local foi aumentada por refugiados da Espanha. Foram eles que trouxeram para o Cairo vários documentos que lançaram uma nova luz sobre a história da Cazária e da Rússia de Kiev, nomeadamente, a Correspondência Cazar, a Carta de Schechter e a Carta de Kiev. A geniza permaneceu em uso até ser esvaziado por estudiosos ocidentais ávidos por seu material.
Vários outras genizás forneceram descobertas menores por todo o Velho Mundo, notavelmente as italianas, como a de Perúgia. Uma geniza afegã do século XI foi encontrada em 2011.
Os fragmentos da genizá do Cairo foram extensivamente estudados, catalogados e traduzidos por Paul E. Kahle. Seu livro, The Cairo Geniza, foi publicado pela Blackwell em 1958, com uma segunda edição em 1959.

### Contabilidade
Os banqueiros judeus no Velho Cairo usavam um sistema de contabilidade por partida dobrada que antecede qualquer uso conhecido de tal forma na Itália, e cujos registros permanecem do século XI, encontrados entre os fragmentos da genizá do Cairo.

## Pesquisa
As coleções da genizá do Cairo na Universidade da Pensilvânia e na Biblioteca do Seminário Teológico Judaico são o assunto de um projeto de ciência cidadã no site Zooniverse. Voluntários do projeto são recrutados para classificar fragmentos digitalizados da genizá do Cairo, a fim de facilitar a pesquisa sobre os fragmentos.
O Projeto Geniza Friedberg é de grande importância para a pesquisa na medida em que inclui todos os fragmentos da geniza e dados bibliográficos relacionados a eles.
Desde 1986, o Laboratório Geniza de Princeton tem estudado e digitalizado manuscritos geniza. Seus projetos incluem o Projeto Geniza de Princeton, um banco de dados com mais de 30 mil registros e 4 600 transcrições de textos geniza. No início de 2021, sob a liderança da diretora Marina Rustow e em parceria com Daniel Stoekl Ben Ezra, o Laboratório começou a explorar o aprendizado de máquina como método de transcrição de documentos geniza, utilizando aplicativos de reconhecimento de texto manuscrito.

## Impacto cultural
O antropólogo e escritor indiano Amitav Ghosh relata seu estudo dos fragmentos da geniza relacionados ao comerciante judeu Abraham Ben Yiju no livro In an Antique Land (Em uma Terra Antiga).